# Olejomalba

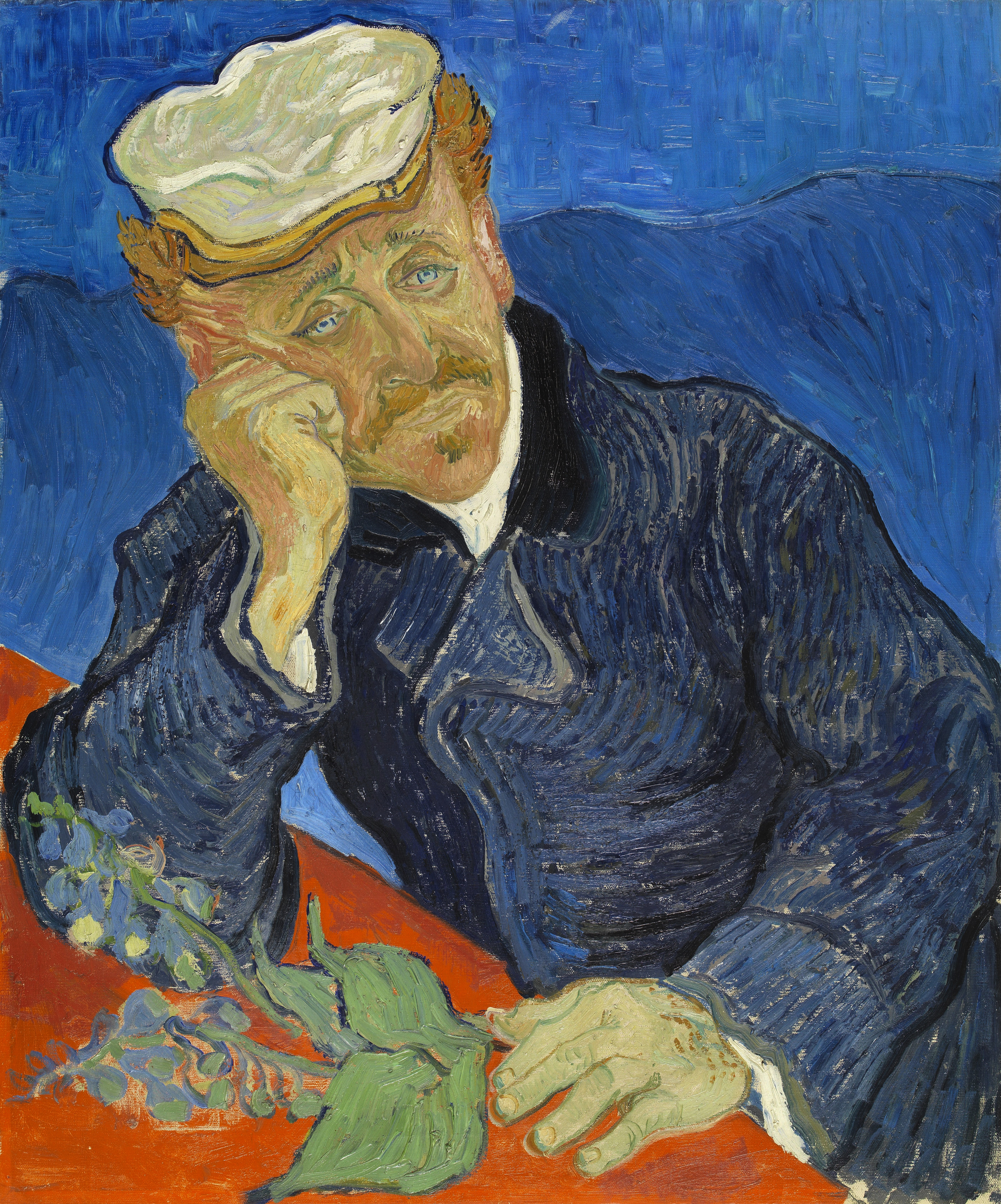
Olejomalba Vincent van Gogh – Dr. Gachet

Olejomalba (zkráceně olej) je technika malby, při níž je užito olejových barev. Barevné pigmenty se pojí pomocí (vysýchavých) olejů. Před objevením olejomalby se jako pojidlo užíval vaječný žloutek. Olejomalba je mistrovskou malířskou technikou, které se učí mnoho let, a bývá časově nejnáročnější. Její možnosti, tj. živé, jásavé barvy, vytváření dokonalého odstínu i jemných přechodů, jsou však nesrovnatelné s jakoukoliv jinou technikou. Další její výhodou je stálost barev, jejich krycí schopnost, a vysoký index lomu, který dodává barvám potřebnou hloubku.

## Historie
Datum vzniku olejomalby nelze určit přesně, protože se vyvíjela postupně, např. z mastných temper. Předchůdcem olejové malby byla tzv. vaječná tempera, při níž bylo jako pojidlo barevných pigmentů použito vaječných žloutků.
Barvy s olejem (z ořechů a máku), pocházející již ze 7. století, byly nalezeny v Afghánistánu, ve dvanácti z padesáti jeskyní bámjánského komplexu.
Rozšířena je tato technika od dob pozdní gotiky, a podle G. Vasariho (16. stol.) ji objevil Jan van Eyck (15. stol.). To ovšem není zcela přesné, protože vrstvy, pojené olejem, byly používány už ve starověku i ve středověku před Janem van Eyckem (např. na malbách Mistra Theodorika jde o mastnou temperu, resp. vrstvy vaječné tempery proložené olejovými vrstvami). Lněný olej byl nalezen také v povrchových vrstvách norských oltářů (1260–1300). Podkladem byly dřevěné desky, užitými barvami tempery, ale neexistovalo vhodné ředidlo, a olej způsoboval tmavnutí barev. Progresi, kterou v olejomalbě zavedli bratři Eyckové (Jan a Hubert, původně byli iluminátory) a Robert Campin, i jejich následovníci, je spojena s vynálezem terpentýnu. Zředění olejové barvy umožnilo vrstvení jemných lazur (tenkých vrstev barvy, vytvořených nanášením vrstev poloprůhledné barvy na předchozí barevné vrstvy), a vytvoření jemných valérů (odstínů), kombinujících podkladové pigmenty s tenkými vrstvami postupně nanášených barev. V 15. stol. se technika olejomalby rozšířila v renesanční Itálii, užíval jí např. Leonardo da Vinci (bývá označován archetypem renesančního člověka, humanisty a experimentátora, který spojil umění s vědou, dokonce byl schopen psát, kreslit a malovat stejně dobře levou i pravou rukou).
Po renesanci nastalo uvolnění rukopisu malířského pojetí, období tzv. manýrismu. Představiteli manýrismu jsou např. Tizian, nebo El Greco. Pro plynulé přechody v malbě užívali štětce typu „rozháněče“, tzn. s hustými, měkkými, široce tvarovanými štětinami. V 17. století se více využívalo energičtější a uvolněnější kresby, začaly se používat větší formáty podkladu – velké až několik metrů. Snížil se počet malby na dřevo, jelikož umělci nalézali větší zalíbení v malbě na plátno (buď vypnuté provazem na kovovou konstrukci, nebo, v drtivé většině případů, natažené a hřeby připevněné na dřevěný rám). Byli jimi např. Rembrandt, Rubens, z českých umělců Karel Škréta či Petr Brandl (nástropní olejomalbou Petra Brandla, z roku 1698, je obraz s biblickým motivem „Králi Davidovi je přinášena hlava syna Saulova“, na zámku v Chýši).
Ve 20. století začala olejomalbě částečně konkurovat malba akrylovými barvami, jsou považovány za vitálnější a působivější (v jasných barevných odstínech), nicméně olejomalba si udržela svoji výsostnou pozici královské malířské techniky.

## Charakteristika

### Vlastnosti

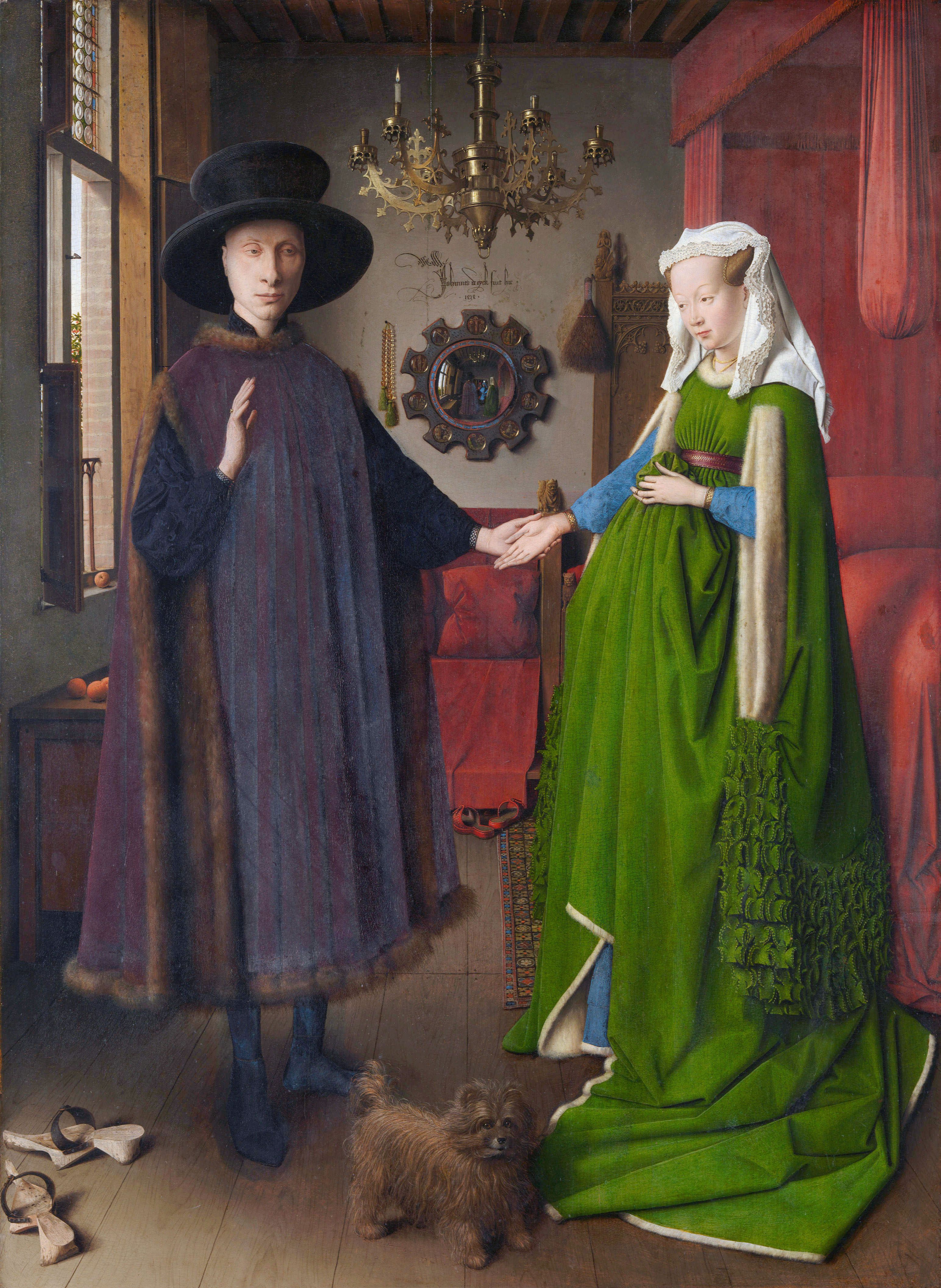
Olejomalba, Jan van Eyck – Svatba manželů Arnolfiniových

Olejové barvy mají dobrou přilnavost na různé podklady, např. na sklo, kov, dřevo, plátno, papírové materiály atd. Výhodou olejových barev je čistota pigmentu (emailového charakteru), jejich transparentnost, vlastní lesk, neuvěřitelné možnosti při samotné malbě, např. plynulost modelace, odstupňování valérů, neuvěřitelná hra lazurních efektů a volných tahů štětce. Dále je to vysoká stálost barev (při nevhodném použití některých olejů však může žloutnout), a vysoký index lomu, který dává barvám hloubku. Samotná malba nemusí probíhat příliš rychle, pomalé schnutí dovoluje případné korekce, a umožňuje uplatnění mnohých rafinovaných technických postupů, např. použití tzv. lazury. Pomalé schnutí barev je výhodou, a současně nevýhodou (u vrstvené techniky – viz dále). Na jedné straně může zdržovat a protahovat čas, nutný k dokončení díla, na druhou stranu, pokud umělec na malbě pracuje každý den, nemusí se strachovat, že by mu malba přes noc zaschla. Může také malovat technikou alla prima (podstatu této techniky lze vyjádřit fotografickým termínem „momentka“). Jde o velmi působivou techniku, závislou na schopnostech výtvarníka, který maluje bez větších předběžných příprav a nezdůrazňuje detaily. V historii tento styl používal např. Francisco de Goya. Existují přípravky pro urychlení, nebo zpomalení schnutí malby. Při nevhodně zvoleném oleji, či chybném namíchání barvy dochází, při postupném vysychání, k tzv. krakelování (z franc. craquelure – prasklina), neboli drobnému popraskání barevné vrstvy. Restaurátor umí zjistit příčiny vzniku krakeláže, což může přispět i k datování a lokalizaci vzniku díla, nebo např. k určení jeho pravosti.

### Schnutí olejomalby
Schnutí barev je zapříčiněno odpařováním rozpouštědla, olej (ester glycerolu se třemi molekulami mastných kyselin) reaguje ve styku se vzdušným kyslíkem, probíhá oxidace a současně polymerace, olej postupně zatuhne. Z jednoduchých molekul vznikají složité makromolekuly – z tekutiny se stává pevná látka. Rychlost schnutí ovlivňují pigmenty – např. zinková běloba schne až dva týdny, umbra pálená i do druhého dne. Olej tuhne pomalu, několik dní, měsíců, až roků. Po čase barvy žloutnou až tmavnou, ale to lze ovlivnit např. včelím voskem, ten zlepšuje výraznost barevné vrstvy. Do běloby se, z tohoto důvodu, nepoužívá lněný olej, ale např. makový nebo světlicový (saflorový), který žloutne podstatně méně.
Nejtenčí vrstvy samotné olejomalby mohou uschnout do jednoho dne. U vrstvené techniky malby (viz dále) každá vrstva schne déle, cca 1–8 dnů. Interval je dán možností použití různých médií, včetně přípravků na urychlení, či naopak zpomalení, schnutí. Po dokonalém zaschnutí jedné vrstvy barvy na ni lze přidat vrstvu další, obě vrstvy se již nesmíchají a nerozpustí do sebe, a budou krýt. Zaschnutí celé olejomalby (obrazu) trvá v řádu týdnů (i měsíce po skončení práce). Malba může být tzv. uzavřena (uzamknuta) finálním lesklým (či matným) nátěrem, který částečně znemožní další úpravy, a současně bude malbu chránit před „zubem času“.

## Techniky malby

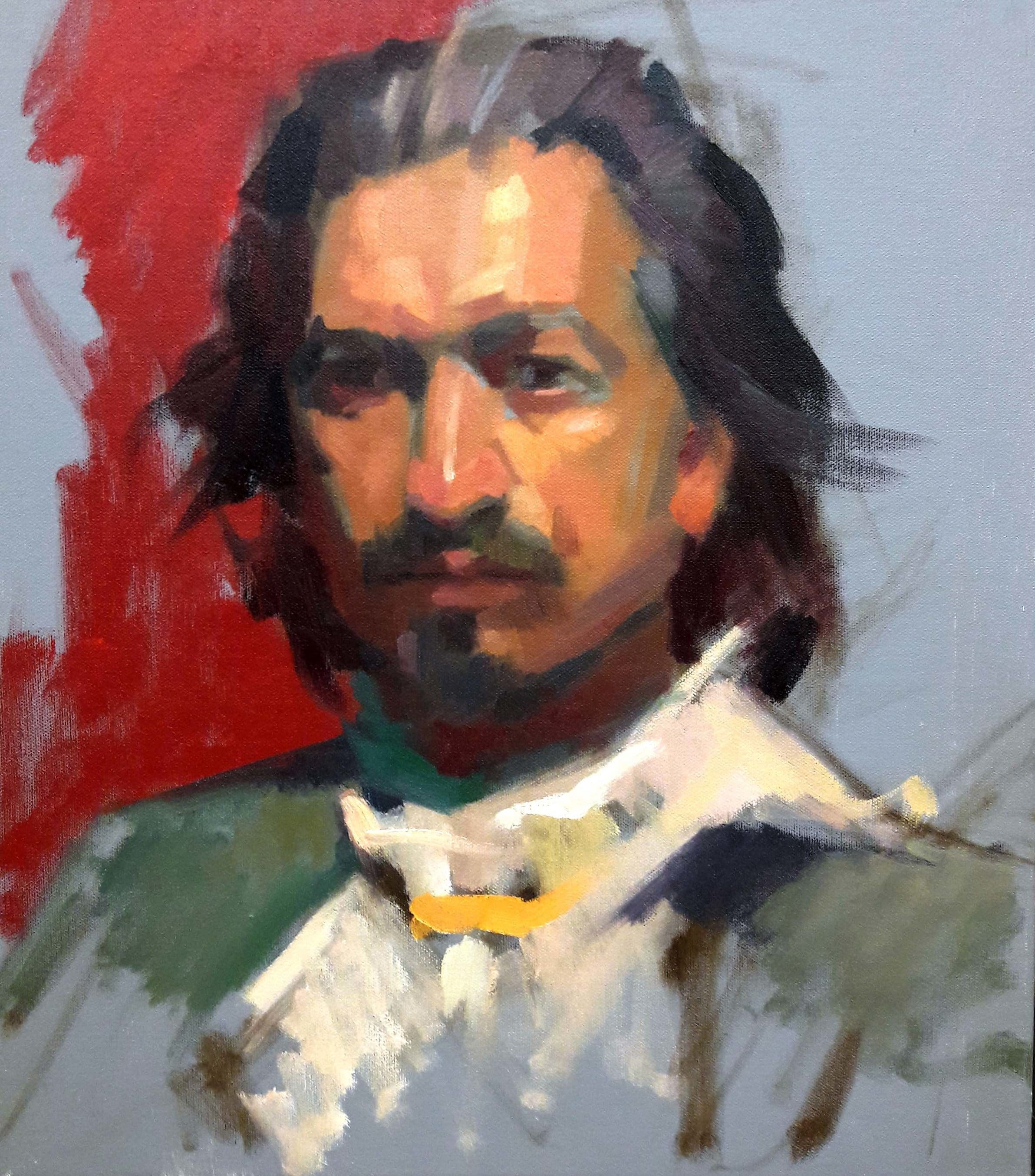
Technika „alla prima“

### podle způsobu nanášení
- Štětcem – klasická technika, podle rozměrů podkladu a plochy, kterou je nutno pokrýt, mohou být použity štětce různých tvarů (kulaté, ploché) a různých velikostí (od velmi malého, přesného štětečku, na milimetrové detaily, až po štětku, podobnou té, s jakou pracují malíři pokojů). Barva tvoří tenčí vrstvu a bývá přesněji nanesena.
- Pastózní – začala se užívat v baroku, častější je u expresionistických výtvarných stylů. Barva se nanáší v hustých, silných vrstvách, někdy přímo z tuby (pasty – odtud název), často se používají tmavé barvy. Většinou se nanáší pomocí špachtle, či malířského nože. Při této malbě se nedoporučují sikativy, proto pomaleji prosychá.
- Ostatní – méně častá je malba bez pomůcek – např. prsty – zejména u avantgardních umělců (malířka Victoria z Petrohradu k malování používá např. svá ňadra)[17].

### podle počtu vrstev
- Vrstvená technika – první je podkresba (obsahuje informaci o umístění motivu, náznakově, bez detailů, velmi „nahrubo“). Další je základní (podkladová) vrstva, tzv. podmalba (zobrazuje již barevné rozdělení, i perspektivní proporce). Následuje samotná malba, stěžejní barevná vrstva, jež se má co nejvíce přiblížit výsledné podobě předmětu malby. Malba – obraz mívá určitou rezervu, pro detaily a finální úpravy, např. stínováním, pro prohloubení hloubky a plasticity obrazu. Malíř, pomocí použití různých valérů (předem připravených a namíchaných jemných odstínů) a lazur (vrstvy o určitém stupni průhlednosti – zhruba v analogii barevných filtrů u fotografie) pracuje na definitivní úpravě. Každá vrstva musí být dokonale proschlá, jen tak lze využít vynikající krycí schopnosti olejových barev.
- Alla prima – italsky „na první“; je technikou bezprostředního, dynamického způsobu malby, spontánního, převážně bez podmalby. Rozvoje dosáhla v 19. století, díky francouzským malířům (např. Camille Corot, Monet, Théodore Rousseau, Gustave Courbet),[18] kteří např. chtěli během malování v plenéru zachytit co nejvěrněji zobrazovaný výjev či pocit, dříve, než pomine. Museli tedy pracovat rychle. Celý obraz se maluje na jeden zátah, do mokrých barev, bývá obtížně dosáhnout srovnatelné plasticity, jako u vrstvené techniky.

## Přípravky k malbě
Mezi přípravky k malbě patří:

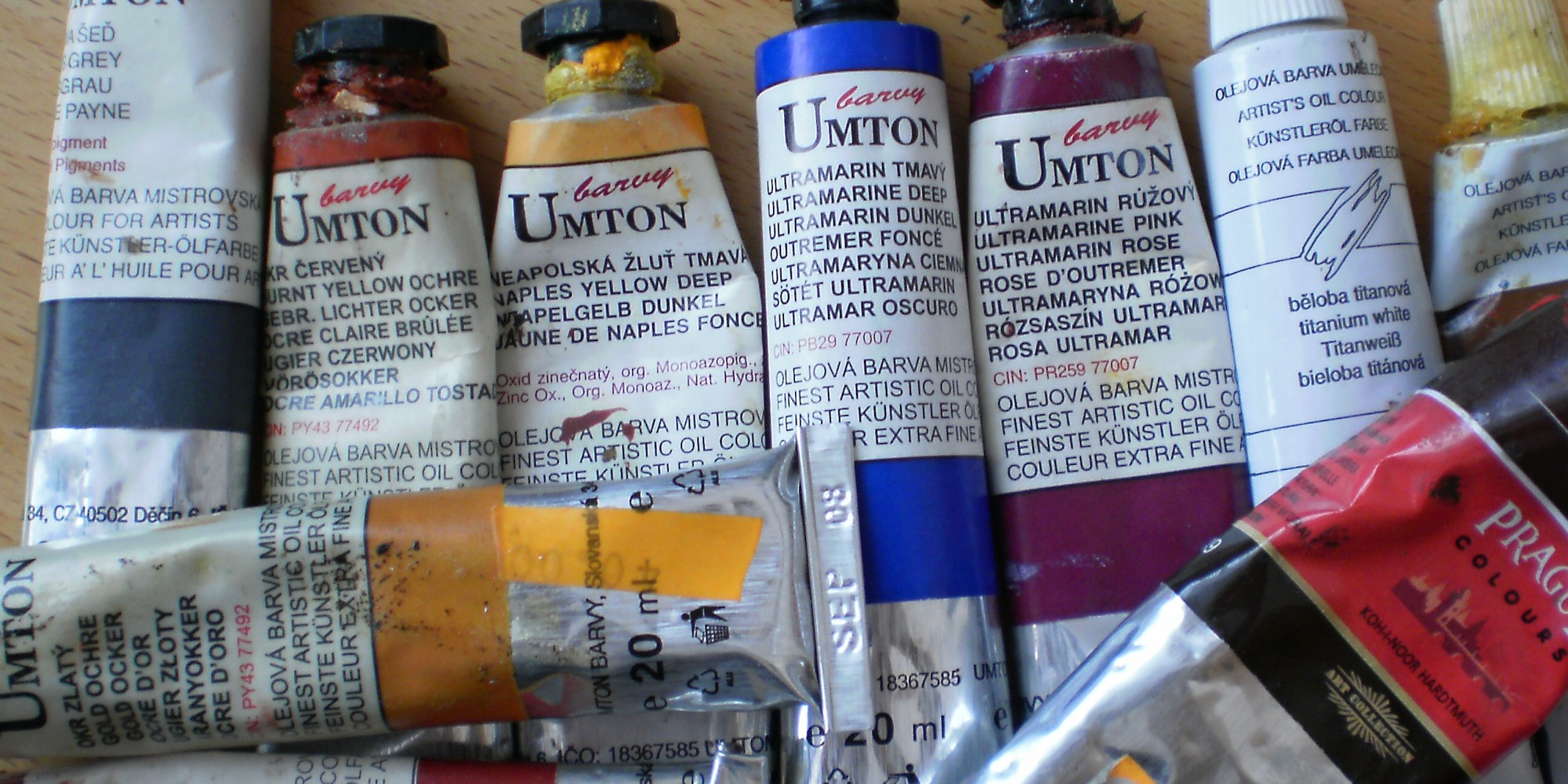
Olejové barvy

- médium (pojivo barevného pigmentu, používá se k ředění příliš husté barvy a pro vytváření lazur). Oleje jsou: lněný, lněný polymerovaný, makový, ořechový (vlašský), saflorový, terpentýnový (po delším používání může rozpouštět spodní barevnou vrstvu)
- oleje pro prodloužení doby schnutí: hřebíčkový, karafiátový, levandulový, rozmarýnový, slunečnicový, sojový, rozmarýnový, levandulový, éterické oleje
- olej pro změkčení laků: ricinový (skočcový)
- přípravky pro urychlení schnutí: sikativy (kobaltový, harlemský), terpentýn (a ředidla, na něm založená), damarová pryskyřice, lněný olej
- pro čištění malby: ricinový (skočcový) olej, smíchaný s alkoholem
- rozpouštědlo olejových barev, čištění štětců, palety a ost: terpentýnový olej

### Doporučení
- Většina olejů v barvách časem žloutne, nejvíce lněný olej. Nedoporučuje se tedy používat na bílá, nebo modrá místa, kde se změna projeví nejvíce.
- Poměr míchání oleje s barvou je doporučen 1:2 (ve prospěch barvy) až 1:1, nikoliv více. Silnější koncentrace může mít za následek popraskání malby.
- Je dobré spodní vrstvy ředit urychlovači schnutí (terpentýnem), pokud totiž budou schnout pomaleji, než ty svrchní, může to vyústit v popraskání malby.[20]
- Kobaltový sikativ, přidaný do terpentýnu, může také způsobit popraskání, doporučuje se přidávat ho opatrně, v malém množství (po kapkách), přímo do barvy.
- Makový olej u vrstvené techniky vytváří velmi tenkou vrstvu, při schnutí snadno způsobuje popraskání vrstev, doporučuje se jen pro techniku alla prima.
- Po dokončení je dobré nechat obraz schnout v bezprašném prostředí, s dostatečnou cirkulací vzduchu (nutné pro oxidační polymeraci).
- Malovat se doporučuje v dobře větrané místnosti, s dobrým osvětlením (co do intenzity, i barevné teploty).
- Řada barev i činidel má různé dopady na životní prostředí a na zdraví (například sikativy patří mezi dráždivé látky, nebo běloby, obsahující olovo, jsou obzvláště jedovaté, a tedy zdraví nebezpečné). Kromě běžných hygienických návyků je doporučeno se co nejméně vystavovat vlivu těchto chemikálií (tzn. např. mít nádobky s ředidly a různými aromatickými činidly otevřeny jen po dobu jejich používání, mít je pokud možno v pro to určené místnosti, u dráždivých látek používat ochranné pomůcky např. rukavice, nevnášet blízko těchto látek jídlo a nekonzumovat ho v tomto prostředí, atp.).
- Zaschlý nátěr je rozpustný v alkoholu, čehož se využívá v restaurování, při smývání přemaleb. Často o desítky let mladší přemalba je rozpustnější, než originál. Je však nutno postupovat opatrně, a účinek alkoholu průběžně neutralizovat terpentýnem.